# Remo Devetak
Remo Devetak, slovenski politik in prosvetni delavec, * 6. november 1933, Vrh sv. Mihaela, Italija, † 24. februar 2017, Sovodnje ob Soči.
Izučil se je za čevljarja in do leta 1959 opravljal samostojen čevljarski poklic. Potem se je posvetil obdelovanju zemlje in bil istočasno v letih 1962−1992 zaposlen v goriški tekstilni tovarni Manifattura goriziana. V letih 1965-1985 je bil občinski svetnik najprej Slovenske demokratske zveze in kasneje Slovenske skupnosti (SSk) v Sovodnjah ob Soči. Leta 1979 je bil med ustanovitelji in član sekcije SSk za Sovodnje ter njihov tiskovni predstavnik in govornik na javnih srečanjih. Bil je kronist raznih kulturnih dogodkov. Članke je objavljal v več slovenskih listih v Italiji.